# سوپر جام فوتبال امارات
 سوپر جام فوتبال امارات  (به عربی:کأس السوبر الإماراتی) رقابتی که سالانه مابین قهرمان لیگ برتر فوتبال امارات و قهرمان جام ریاست جمهوری فوتبال امارات برگزار می‌شود.
اولین دوره این مسابقات در سال ۱۹۸۹ میلادی انجام شده است.
تیم العین با ۳ قهرمانی بیشترین قهرمانی را در این مسابقات بدست آورده است.

## برندگان اخیر
| سال  | قهرمان لیگ برتر امارات | نتیجه                        | قهرمان جام ریاست جمهوری امارات |
| ---- | ---------------------- | ---------------------------- | ------------------------------ |
| ۲۰۰۸ | الشباب                 | ۰ – ۱ (و.ا)                  | الاهلی                         |
| ۲۰۰۹ | الاهلی                 | ۲ - ۲ (و.ا) ۳ - ۵ (پنالتی‌ها) | العین                          |
| ۲۰۱۰ | الوحده                 | ۱ – ۳                        | الامارات                       |
| ۲۰۱۱ | الجزیره                | ۲ – ۲ (و.ا) ۶ - ۷ (پنالتی‌ها) | الوحده                         |
| ۲۰۱۲ | العین                  | ۰ – ۰ (و.ا) ۵ - ۴ (پنالتی‌ها) | الجزیره                        |
| ۲۰۱۳ | العین                  | ۰ – ۰ (و.ا) ۲ - ۳ (پنالتی‌ها) | الاهلی                         |

## قهرمانی باشگاه‌ها
| تیم      | قهرمانی | سال‌های قهرمانی         |
| -------- | ------- | ---------------------- |
| العین    | ۴       | ۱۹۹۴، ۲۰۰۲، ۲۰۰۹، ۲۰۱۲ |
| النصر    | ۲       | ۱۹۸۹، ۱۹۹۵             |
| الوحده   | ۲       | ۲۰۰۱، ۲۰۱۱             |
| الاهلی   | ۲       | ۲۰۰۸، ۲۰۱۳             |
| الامارات | ۱       | ۲۰۱۰                   |
| الشارجه  | ۱       | ۱۹۹۳                   |
| الشعب    | ۱       | ۱۹۹۲                   |